# وینا (کارولینای شمالی)
وینا (به انگلیسی: Vienna) یک منطقهٔ مسکونی در ایالات متحده آمریکا است که در شهرستان فورسایت، کارولینای شمالی واقع شده‌است.